# 岩克镇 (佛罗里达州)
岩克镇（英語：Yankeetown），是美国佛罗里达州李維縣下属的一座城市。建立于1925年。面积约为52.6平方公里（约合20.3平方英里）。根据2010年美国人口普查，该市有人口638人。论人口在本州排行第357。